# 高岱 (东汉)
高岱（160年代—190年代），字孔文，吴郡人。东汉末年文学家高彪子，本人亦为名士。

## 生平
高岱性情聪明通达，轻财贵义，和当时的名士为友。吴郡太守盛宪以为上计，举孝廉。兴平元年（194年）许贡来继任时，高岱带着盛宪避难于营帅许昭家，求救于徐州刺史陶谦。陶谦不及相救，高岱憔悴泣血，不吃不喝。陶谦感其忠壮有申包胥之义，答应出军，写信给许贡。高岱拿着陶谦的书信回去时，许贡已囚禁高岱之母。吴郡都担心许贡含恨，高岱去了一定被害。高岱说在君则为君，且母在牢狱，一定得去，若得入见，定能化解。于是写信自白，许贡即与他相见。将要相见时，高岱让朋友张允、沈睧备船，说自己出来后许贡一定会后悔及追杀。高岱说服许贡当时释放其母。高岱出来后就带着母亲乘船改道而逃。许贡之後果然又派人追杀高岱，嘱咐如果遇到高岱就在江上杀掉，没遇到就作罢。殺手和高岱没有走同一条路，高岱得以倖免於難。
高岱隐居余姚。讨逆将军孙策平定江东后，让会稽丞陆昭去请他，自己虚心等待。他听闻高岱擅长《左傳》，就自己读了，想和高岱谈论。有人对孙策说：“高岱以为将军只是英武而已，无文学之才，若与他谈论《左传》，他说不知道，那就对了。”又对高岱说：“孙将军厌恶胜过自己的人，他问你的时候你说不知道才能合他的心意，如果和他争辩文义就危险了。”高岱信以为真，与孙策谈论时都说自己不知道。孙策果然发怒以为他轻视自己，囚禁了他。他的知交们和当时很多人都露天静坐为他求情。孙策登楼看到数里地都坐满了人，厌恶高岱得众人之心，就杀了他。享年三十余岁。